# Amélie de Leuchtenberg
 (mars 2019).
Si vous disposez d'ouvrages ou d'articles de référence ou si vous connaissez des sites web de qualité traitant du thème abordé ici, merci de compléter l'article en donnant les références utiles à sa vérifiabilité et en les liant à la section « Notes et références ».
 (mars 2019).
Titres
Impératrice du Brésil
17 octobre 1829 – 7 avril 1831
(1 an, 5 mois et 21 jours)
Duchesse consort de Bragance
7 avril 1831 – 26 janvier 1873
(42 ans et 19 jours)
Signature
Amélie de Leuchtenberg, née le 31 juillet 1812 à Milan, dans le royaume d'Italie, et morte le 26 janvier 1873 à Lisbonne, dans le royaume de Portugal, est une princesse de Leuchtenberg, devenue impératrice du Brésil et duchesse de Bragance par son mariage avec l'empereur Pierre Ier du Brésil.

## Biographie

### Famille et enfance
Amélie Auguste Eugénie Napoléone de Leuchtenberg, est la quatrième fille d'Eugène de Beauharnais, duc de Leuchtenberg (le fils adoptif de l'empereur Napoléon Ier) et de la princesse Augusta-Amélie de Bavière.
Son père est le fils d'Alexandre de Beauharnais, vicomte de Beauharnais, et de Joséphine Tascher de la Pagerie, dite Joséphine de Beauharnais. Lorsque Joséphine se remarie avec Napoléon Bonaparte, en 1796, Eugène de Beauharnais est adopté par ce dernier et devient vice-roi d'Italie de 1805 à 1814.
Sa mère est la fille de Maximilien Joseph de Bavière, élu Électeur en 1799 puis Roi de Bavière en 1806, et de sa première épouse, la princesse Augusta Wilhelmine de Hesse-Darmstadt.
La princesse Augusta est la sœur de Joséphine de Leuchtenberg ; celle-ci est l'épouse du roi Oscar Ier de Suède et de Norvège. La princesse est aussi la sœur d'Auguste de Beauharnais, époux de la reine Marie II de Portugal, et est la cousine germaine de Napoléon III, empereur des Français.
La chute de Napoléon Ier, en 1814, conduit Eugène de Beauharnais à s'installer à Munich après avoir pris le titre de duc de Leuchtenberg. À sa mort, la famille se trouve dans une situation incertaine ; bien qu’ils soient nobles, leur parenté avec Napoléon Ier ne facilite pas leur accès aux cours européennes et la reconnaissance de leur noblesse. La possibilité de marier Amélie avec l'empereur du Brésil semble à sa mère, Augusta, la meilleure alternative pour garantir les prétentions de la Maison de Leuchtenberg à un statut royal.
En 1826, dans le cadre de l'indemnisation des anciens colons français par la République d'Haïti, et en tant qu'héritiers de François et Alexandre de Beauharnais, planteurs esclavagistes de Saint-Domingue, Amélie et et ses frères et sœurs touchent chacun la somme de 15 200 francs or, en dédommagement de la perte des biens familiaux, à la suite de la Révolution haïtienne,.

### Mariage
En 1826, l'impératrice du Brésil, Marie-Léopoldine de Habsbourg-Lorraine, née archiduchesse d'Autriche, meurt des suites d'une fausse couche. Son époux, l'empereur Pierre Ier, étant déjà père de nombreux enfants légitimes et illégitimes, confie au marquis de Barbacena le soin de lui trouver une nouvelle épouse en Europe répondant à quatre critères précis : que la promise soit bien née, belle, cultivée et vertueuse.
Mais à l'exigence des critères de sélection s'ajoute la mauvaise réputation de l'empereur brésilien, notamment due à sa maîtresse, la marquise de Santos, qu'il couvre de largesses et dont il prend en charge l'éducation des enfants qu'elle lui a donnés. Son ancien beau-père, François Ier, empereur d'Autriche, souhaiterait que l'un de ses petits-enfants légitimes le remplace sur le trône du Brésil.
Le marquis de Barbacena se heurte aux refus des princesses retenues, au point que celui-ci est mal reçu par les Cours européennes. En accord avec Pierre Ier, il abaisse les critères de sélection pour ne plus rechercher qu'une épouse belle et vertueuse.
Amélie apparaît alors comme une candidate potentielle. Elle n'est pas découverte par Barbacena, mais par le vicomte de Pedra Branca, alors ministre à Paris. Le marquis de Resende, dépêché sur place pour confirmer ses traits physiques, écrit à l'empereur du Brésil que celle-ci a « un air de corps semblable à celui que le peintre Le Corrège donna à la reine de Saba dans ses peintures ». Elle est, de plus, cultivée et un reportage du London Times de l'époque affirme qu'elle est l'une des princesses les plus éduquées et les mieux préparées d'Allemagne.
La convention de mariage est signée en Angleterre le 30 mai 1829 et ratifiée le 30 juin à Munich par la mère et tutrice de la mariée, la duchesse de Leuchtenberg. Le 30 juillet, le traité de mariage est confirmé au Brésil. Aussitôt, Pierre Ier rompt définitivement avec la marquise de Santos et fonde l'Ordre de la Rose comme preuve de ses bonnes intentions, sous la devise « Amour et Fidélité ».
La cérémonie de mariage est organisée par procuration à Munich dans la chapelle du palais Leuchtenberg le 2 août 1829. La cérémonie tenue est simple, car Amélie tient à faire don à un orphelinat de Munich de l'importante dotation envoyée par Pierre à l'occasion d'une grande fête caritative. Le marié est représenté par le marquis de Barbacena. Amélie a dix-sept ans, son mari, trente.
Enfin, sa mère l'informe des devoirs qui lui incombent désormais : encourager et soutenir son époux, aimer ses beaux-enfants, rester fidèle aux intérêts brésiliens. Par ailleurs, le scientifique Carl Friedrich von Martius est chargé de l'informer sur la nation brésilienne et la comtesse d'Itapagipe de gérer la personnalité de son mari, la langue portugaise et les coutumes de la Cour brésilienne.

### Arrivée au Brésil et vie d'impératrice
Amélie de Leuchtenberg arrive à Rio de Janeiro le 15 octobre 1829, bien avant la date prévue, à bord de la frégate Imperatriz, en provenance d'Ostende (Belgique). Selon la tradition, après avoir appris que le navire approchait, Pierre monte à bord d'un remorqueur pour la rencontrer hors du bar. Il est immédiatement séduit par sa femme. Le marquis de Barbacena et Marie II de Portugal, l'ainée des enfants de Pierre Ier, l'accompagnent à bord.
Barbacena a été chargé de reprendre la jeune reine aux soins de son grand-père, François Ier d'Autriche, et de la conduire au Portugal. La situation politique portugaise empire car trois ans après que la couronne soit passée de Pierre Ier à Marie II, le frère de l'ex-roi et ex-fiancé de Marie II, Michel Ier, usurpe le trône du Portugal. La princesse est alors conduite en Angleterre pour assurer sa sécurité.
Lors du séjour en Angleterre de la princesse Amélie de Leuchtenberg et de Barbacena, le contrat du nouveau mariage de Pierre Ier est signé. Ils peuvent dès lors rejoindre le Brésil, accompagnés d'Auguste de Beauharnais, second duc de Leuchtenberg et frère de la mariée.
Le lendemain de son arrivée, Amélie est reçue par une procession solennelle sur le sol brésilien. Le couple impérial se rend ensuite à la chapelle pour y recevoir les bénédictions nuptiales. Portant une longue robe blanche et un manteau brodé d'argent, à la mode française, l'impératrice fait bonne impression. La cérémonie est suivie d'une fête publique avec feux d'artifice et d'un grand banquet officiel servi à la Cour.
En janvier 1830, a lieu la présentation officielle de la nouvelle impératrice à la Cour. Pendant le bal donné pour l'occasion, les femmes sont vêtues de la couleur rose, en hommage à Amélie. Le lendemain, le couple impérial entame sa lune de miel et passe six semaines à la ferme du père Correa, dans la Serra da Estrela, futur emplacement de la ville de Petrópolis.
À leur retour, les mariés font face à des problèmes causés par Chalaça, un ami intime de l'empereur. Barbacena en profite pour recommander son départ pour l'Europe, soutenu par l'impératrice qui est soucieuse d'effacer tout ce qui pouvait rappeler le passé tumultueux. Par ailleurs, elle refuse même de recevoir la duchesse de Goias, fille illégitime de son époux, et exige qu'elle soit envoyée dans une université en Suisse.
Lors de son installation au palais de Saint-Christophe, reconnaissant l’absence de protocole qui règne, Amélie impose à la Cour le français et le cérémonial d’une Cour européenne. Elle cherche à rafraîchir la mode et la cuisine, redécore le palais et renouvèle la vaisselle et les couverts, en essayant d'affiner les coutumes. Elle y réussit en partie et son élégance devient célèbre à l'étranger.
L'impératrice, qui a su séduire son époux et se faire apprécier à la Cour, sait aussi se faire aimer de ses beaux-enfants. Elle est déterminée à assurer qu'ils soient bien éduqués et grandissent dans un bon environnement familial. Un voyageur français déclare peu après le mariage : « Il semblerait que l’impératrice exerce encore son influence sur les enfants de Pierre. Les résultats heureux sont déjà visibles, elle a déjà procédé à des réformes considérables du palais et l’ordre commence à régner, l’éducation des princesses est supervisée et dirigée par l’impératrice en personne », l’héritier du trône recevant le même soin en vient bientôt à l'appeler « Mama ». Amélie lui montrera toujours de l'affection ; en témoignent les près de six cents lettres qu'ils se sont échangées. Pierre II, devenu empereur, lui rendra sa bonté en demandant son aide pour marier ses propres filles et la visitera à Lisbonne en 1871.
Malgré cela, et bien que la popularité de Pierre Ier sorte améliorée de ce mariage, la situation de précarité économique et les troubles politiques conduisent à une crise inévitable. L'enthousiasme retombe. José Bonifacio conseille à l'impératrice de réconcilier son époux et son peuple, sans succès. Le 7 avril 1831, l'empereur abdique en faveur de son fils, Pierre II.

### Retour en Europe
Amélie suit Pierre, qui porte désormais le titre de duc de Bragance, en Europe. Elle est alors enceinte de trois mois de la future Marie-Amélie du Brésil. Le premier port à atteindre est celui de Faial, dans l'archipel des Açores. Le navire met ensuite le cap pour Cherbourg, en France, où il arrive le 10 juin 1831. Ils sont reçus avec les honneurs dus aux monarques régnants, avec une salve de 21 coups de canon et un détachement de 5 000 soldats de la Garde nationale. La mairie leur propose de s'installer dans un palais, mais le 20 juin, Pierre se rend à Londres, laissant derrière lui Amélie, que Marie II de Portugal retrouve le 23 juin.
Amélie s'installe alors à Paris avec Marie II et Isabelle-Marie, duchesse de Goiás, qui adopteront sa fille. Le 30 novembre 1831, la duchesse donne naissance à Marie-Amélie du Brésil, sa seule descendante. Le père exprime son bonheur dans une lettre à Pierre II : « La Divine Providence voulait réduire la tristesse ressentie par mon cœur paternel par la séparation de [Votre Majesté impériale], ce qui me donna une autre fille et, pour [Votre Majesté impériale], davantage une sœur et un sujet ».
Pierre s'engage dans une lutte acharnée contre son frère, Michel Ier, pour le trône du Portugal, au nom de sa fille, Marie II. À l'annonce de la victoire du duc de Bragance à Lisbonne, Amélie se rend au Portugal avec sa fille et sa belle-fille, et arrivent ensemble dans la capitale le 22 septembre 1833. Michel défait et exilé, Pierre et sa famille sont établis au palais de Ramalhão, et plus tard, au palais royal de Queluz.

### Veuvage et dernières années
La vie agitée de Pierre II a fragilisé sa santé. Il contracte la tuberculose et décède le 24 septembre 1834. Amélie respecte les dispositions testamentaires du défunt, qui souhaitait avoir sa fille illégitime Marie-Isabelle, bien éduquée en ⁣⁣Europe⁣⁣, tout comme son autre fille, Isabelle-Marie, duchesse de Goias. Mais, malgré l'invitation qui lui a été faite de lui envoyer la fille, la marquise de Santos refuse. Pierre stipule également des cadeaux pour les autres enfants adultérins, récompensés aux dépens de l'héritage d’Amélie et de sa propre fille, exprimant leur respect pour l'amour que Pierre avait consacré à tous ses enfants, qu'ils soient légitimes ou non.
Amélie ne se remarie pas ; elle s'installe au palais des Fenêtres vertes (Palácio de Alvor-Pombal) et se consacre aux œuvres de charité et à l'éducation de sa fille, qui fait preuve d'intelligence et d'un penchant pour la musique. Toutes deux se rendent quelques fois en Bavière. Bien qu’établies sur le territoire portugais, elles ne sont pas considérées comme faisant partie de la famille royale portugaise.
Amélie demande au gouvernement brésilien de les reconnaître, elle et sa fille, comme membres de la famille impériale brésilienne, et ayant droit à une pension. Or, Pierre II est toujours mineur, et la régence, craignant l'implication de l'ancienne impératrice dans la vie politique du pays, n'y donne pas suite et interdit même leur présence sur le sol brésilien. Il faut attendre la majorité de l'empereur pour qu'enfin, le 5 juillet 1841, mère et fille soient reconnues comme membres de la famille impériale.
En 1852, sa fille Marie-Amélie est promise à Maximilien de Habsbourg-Lorraine, archiduc d'Autriche. Mais, la princesse impériale brésilienne commence à montrer des symptômes de la tuberculose. Dès la fin du mois d'août 1852, elle est envoyée à Funchal, sur l’île de Madère, à la recherche d’un air plus sain. Malgré ce voyage, la princesse meurt le 4 février 1853. Amélie lui rend hommage tous les ans, et ce, jusqu'à sa propre mort.
Amélie finance par la suite la construction d'un hôpital à Funchal appelé « Princesa Dona Maria Amélia » et laisse ses domaines en Bavière à Maximilien de Habsburg-Lorraine « [qu'elle] serait heureuse d'avoir comme beau-fils si Dieu avait gardé sa fille bien-aimée Marie-Amélie ».
Après le décès de sa fille, Amélie retourne vivre à Lisbonne, où elle meurt le 26 janvier 1873, à l'âge de soixante ans. Son testament fait de sa sœur Joséphine, devenue reine-mère de Suède et de Norvège, son héritière principale. Mais, elle lègue au Brésil de nombreux documents ayant appartenu à Pierre, et conservés depuis aux archives historiques du musée impérial de Petropolis.
Ses restes ont reposé au Panthéon des Bragance à Lisbonne aux côtés de son beau-frère, Michel, jusqu'en 1982, date à laquelle ils sont rapatriés au Brésil et reposent aujourd'hui dans la crypte du Monument à l'indépendance du Brésil, à São Paulo.

## Exhumation
En 2012, les restes de Pierre Ier et de ses deux épouses, Marie-Léopoldine de Habsbourg-Lorraine et Amélie de Leuchtenberg, sont exhumés de la crypte impériale pour la première fois par une équipe de scientifiques dirigée par l'historien et archéologue Valdirene do Carmo Ambiel, ainsi que par des spécialistes de la faculté de Médecine de l'USP.
Le processus n'est rendu public qu'en 2013.
Ils découvrent alors que le corps d’Amélie a été momifié et que plusieurs organes sont préservés. Les tests ont révélé qu'elle souffrait d'une scoliose sévère, d'une déformation de la colonne vertébrale et d'ostéoporose. Elle mesurait entre 1,60 et 1,66 m de hauteur et avait perdu plusieurs dents. Elle portait une robe noire, étant en deuil de son mari.
Ils découvrent également que son corps a subi un processus de conservation après la mort avec l'inoculation de substances aromatiques telles que le camphre et la myrrhe. Il doit également avoir contribué au scellement hermétique du cercueil, empêchant ainsi l’invasion de micro-organismes qui décomposent la matière organique. Après les études, le corps reçut un nouveau traitement pour sa conservation, semblable à celui utilisé lors de son décès.

## Titulature
- 1812-1814 : Son Altesse Impériale Amélie, princesse française et Italienne,
- 1817-1829 : Son Altesse Sérénissime la princesse Amélie de Leuchtenberg,
- 1829-1831 : Sa Majesté Impériale l'impératrice du Brésil,
- 1831-1873 : Sa Majesté Impériale la duchesse de Bragance.

#### Autobiographie fictive
- (pt) Ivanir Calado, Imperatriz no Fim do Mundo : Memórias Dúbias de Amélia de Leuchtenberg, Ediouro, 1997.

#### Biographies
- (fr) Hébé C. Boa Viagem (dir.), « Amélie de Leuchtenberg » dans Elles sont venues de loin : Ces Femmes sources d'inspiration pour le Brésil, Yvelinédition, 2012  (ISBN 2846683417)
- (pt) Lígia Lemos Torres, Imperatriz Dona Amélia, Elvino Pocai, São Paulo, 1947